# Femme coupée en deux

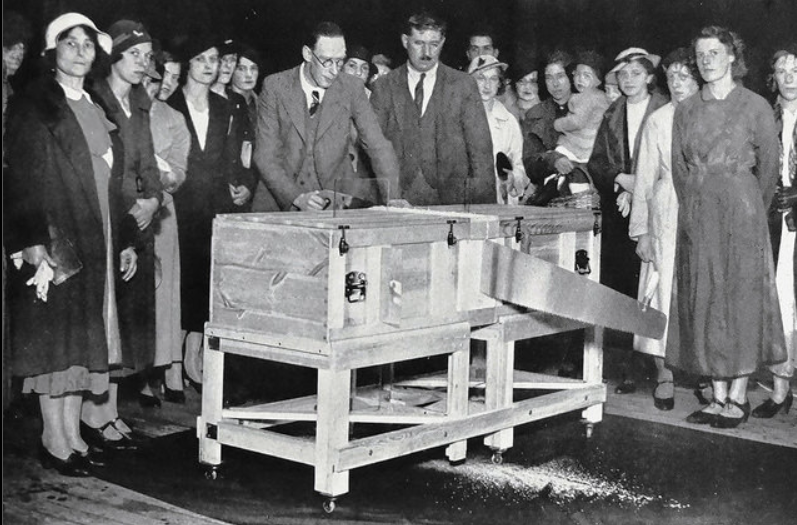
L'illusionniste P. T. Selbit exécutant le tour en 1937.

Découpage d'une femme en deux est le nom générique d'un certain nombre de tours de magie dans laquelle une personne (traditionnellement un assistant de sexe féminin) est apparemment sciée en deux, ou plus.

## Origine du tour
L'origine du tour de magie reste sujet à débat. Certaines sources mentionnent un illusionniste nommé Torrini qui aurait réalisé la première version connue devant le pape Pie VII en 1809. Il est probable cependant que cette histoire ne soit qu'une légende issue des Mémoires publiés en 1858 du magicien français Jean Robert-Houdin. L'historien de la magie moderne Jim Steinmeyer considère qu'il n'y a probablement pas de véritable Torrini et que cette histoire était simplement une manière pour Robert-Houdin de jouer avec les idées.
Il fut suggéré au cours d'une affaire judiciaire en 1922 que l'origine du tour trouve ses racines dans l'Égypte ancienne ; néanmoins, cette allégation n'a jamais été démontrée. Quoi qu'il en soit, avant les années 1920, cela reste juste une idée pour un effet, plutôt qu'une application possible assortie d'une méthode.
Il est généralement admis que la première exécution publique de l'illusion a été réalisée par le magicien britannique P. T. Selbit (en) (Percy Thomas Tibbles de son nom de naissance) en janvier 1921 au théâtre Finsbury Park Empire de Londres. Selbit avait créé l'illusion devant un public de promoteurs et d'agents théâtraux, en décembre 1920, à la St George's Hall, à Londres, pour tenter de convaincre l'un d'entre eux de programmer son spectacle. Son tour, qu'il présente comme « Sawing Through A Woman », est significativement différent de celui connu aujourd'hui. L'assistante adjointe de Selbit est enfermée à l'intérieur d'une caisse en bois et ne peut être vue. L'impression qu'elle ne peut pas échapper à la scie est créée par l'espace confiné de la boîte et par des liens attachés à ses mains, pieds et cou, qui sont tenus tout au long de l'illusion par les spectateurs de l'auditoire.
La question de savoir qui a été la première femme à être sciée, a attiré beaucoup moins l'intérêt que l'identité du premier illusionniste. Selon Jim Steinmeyer, la femme qui a participé au spectacle de décembre 1920 était Jan Glenrose, l'assistante habituelle de Selbit à l'époque, également partenaire de l'illusionniste Fred Culpitt. Dans le spectacle public de janvier 1921, le rôle de la victime est tenu par la principale assistante, Betty Barker.
Le 3 juin 1921, Horace Goldin, un illusionniste des États-unis, présente la première version moderne du tour au banquet annuel de la Société américaine des Magiciens (en), au McAlpin Hotel, New York. Son assistante est mise en boîte, ses pieds, sa tête et ses mains ressortent. Goldin scie la boîte par le milieu, insère des plaques de métal dans la tranchée ouverte, de manière à couvrir les extrémités des deux morceaux, puis écarte un peu les deux moitiés. Le processus est inversé et l'assistante est libérée, saine et sauve.
Goldin développe par la suite un tour sans boîtes, avec une monstrueuse scie circulaire. Les succès de Selbit et de Goldin font des émules. Dès novembre 1921, la société américaine de magie Thayerfait fait de la publicité pour le matériel nécessaire pour réaliser une version simplifiée du tour. L'accessoire complet coûte 175$, les plans 5$.

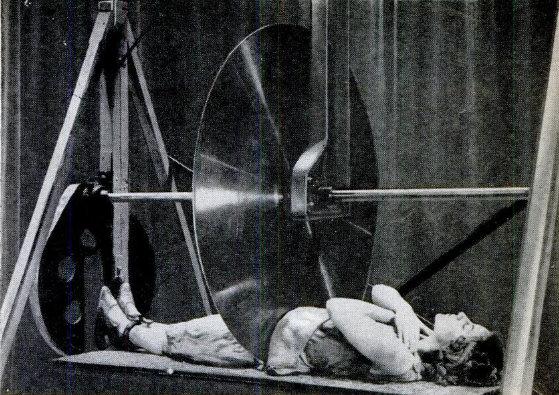
Une reproduction de la version du tour de Horace Goldin, avec une scie circulaire.

## Truc
De nombreuses méthodes existent pour l'illusion de la femme coupée en deux. Au fil des années, un certain nombre en a été dévoilé et plusieurs ont été publiés et sont faciles à obtenir.
L'édition de méthodes de magie est depuis toujours un sujet à controverse. Entre les partisans de l'ésotérisme et ceux de l'exotérisme, respectivement les partisans du secret bien gardé, condition nécessaire de l'émotion magique, et les partisans de la diffusion du savoir encyclopédique, condition nécessaire de la conservation de la mémoire de la discipline, les batailles ont été rudes, menant parfois à des actions en justice. L'illusion de la femme coupée en deux a joué un rôle important dans l'histoire de ces batailles et a ainsi contribué à la jurisprudence.
En septembre 1921, inquiet de la concurrence des autres magiciens, qui pourraient imiter son invention, Horace Goldin renonce au secret et dépose aux États-Unis un brevet pour Sciage d'une femme à moitié. Il obtient le brevet numéro 1 458 575 le 12 juin 1923,. Ce qui suit est un aperçu sommaire de la demande de brevet traduit en français :

Variante 1.

Une variante présente la face avant de la boîte au public (A). Étant donné que la boîte est de la taille d'un corps ordinaire, ils peuvent supposer que la "victime" est installée (B), perpendiculairement à la direction de la scie. En réalité, la boîte est plus profonde (ce que le public ne peut pas voir depuis leur perspective), et la "victime" recroquevillée pour échapper à la lame (C).

Variante 2.

Une autre variante possède une table à double-fond, sur laquelle est déposée la boîte. Cela offre à la femme un refuge. Ses pieds sont remplacés par des faux, actionnés par des moteurs électriques. Comme il n'existe pas de technologie pour rendre réaliste la chair des pieds ou la capacité à bouger les orteils, les faux pieds doivent porter des chaussures pendant la performance.
Penn et Teller utilisent la deuxième variante du tour à Las Vegas. Ils l'ont également joué à télévision au moins deux fois : sur Papa Bricole, et, en 2007 à la NBA All-Star Week-end.

## Exécutions célèbres du tour
Un certain nombre de spectacles ou des représentations de cette illusion ont atteint une certaine notoriété.
- P. T. Selbit et les performances d'origine, à Londres, en janvier 1921 sont uniques car l'effet était nouveau et choquant pour les spectateurs de l'époque[5],
- L'illusionniste turc Zati Sungur, célèbre pour la mise au point d'une version personnelle de ce tour, entre 1924 et 1930, raconte que, lorsqu'il montra pour la première ce tour en Argentine, un spectateur, amoureux de son assistante, a tiré sur lui croyant qu'il avait bel et bien tué sa partenaire[6].
- En 1956, l'illusionniste indien P. C. Sorcier utilise une scie électrique pour couper sa femme en deux lors d'une prestation télévisée. Juste après la séparation il salue et le spectacle se termine. Les spectateurs horrifiés imaginent qu'elle a été accidentellement tuée. En réalité, c'était un direct à la télévision et le programme finissait[7],
- Les spectacles de l'illusionniste péruvien Richiardi Jr sont souvent cités comme les plus horribles. Richiardi utilisait une scie électrique similaire à celle employée par le Sorcar, mais il surenchérit sur le choc émotionnel : du faux sang jaillit, des entrailles sont pulvérisées sur la scène (et parfois au-delà) tout au long du découpage.
- En 1962, l'épisode "The Sorcerer's Apprentice" (en français, l'Apprenti Sorcier) du programme de télévision américain Alfred Hitchcock Présente présente une version de ce tour. Le Réseau de Télévision NBC et le commanditaire Revlon déterminent que l'épisode est trop sanglant et choisissent de ne pas le diffuser.

## Critique: violent et sexiste?
Jim Steinmeyer considère le spectacle de Selbit en 1920 comme un tournant majeur dans l'histoire de la magie. Après des styles plus poétiques, notamment représentés par John Nevil Maskelyne, et relatif déclin à l'époque, les spectacles évoluent vers plus de sensationnel, comme le théâtre du Grand Guignol à Paris. Sans doute l'ensauvagement de la société occidentale après les horreurs de la Guerre des tranchées de 14-18 entraîne un goût pour des spectacles macabres[Interprétation personnelle ?]. Le tour de la femme coupée en deux fait vibrer une corde sensible de la société d'après-guerre.
En particulier, Steinmeyer identifie dans ce tour de magie le début d'une mode mettant en vedette des femmes assistantes dans le rôle de victimes. Il dit que le schéma de « jolies filles moquées et torturées par les magiciens » n'était pas un cliché avant Selbit. Les assistants masculins étaient courants dans la magie de l'époque victorienne ; la lourdeur des vêtements imposés aux femmes les empêchait de se faufiler dans les espaces confinés requis par certains tours. Au début du 20e siècle les modes vestimentaires ont changé, et Selbit choisit une victime féminine pour des raisons pratiques. Certes, un tour conçu pour une femme agile peut être plus compact et plus trompeur qu'un adapté à un homme, mais comme le dit Steinmeyer : « au-delà des préoccupations d'ordre pratique, l'image de la femme dans le péril est devenue un mode spécifique dans le divertissement »[réf. nécessaire].
Des illusionnistes actuels, notamment de sexe féminin, présentent des spectacles avec un homme assistant dans le rôle traditionnellement occupé par une femme. Dorothy Dietrich a été appelée « La Première Femme à découper un homme en deux ». L'illusionniste australienne Sue-Anne Webster effectue aussi un spectacle avec son mari Tim Ellis dans ce rôle.